# Paul Kölbl

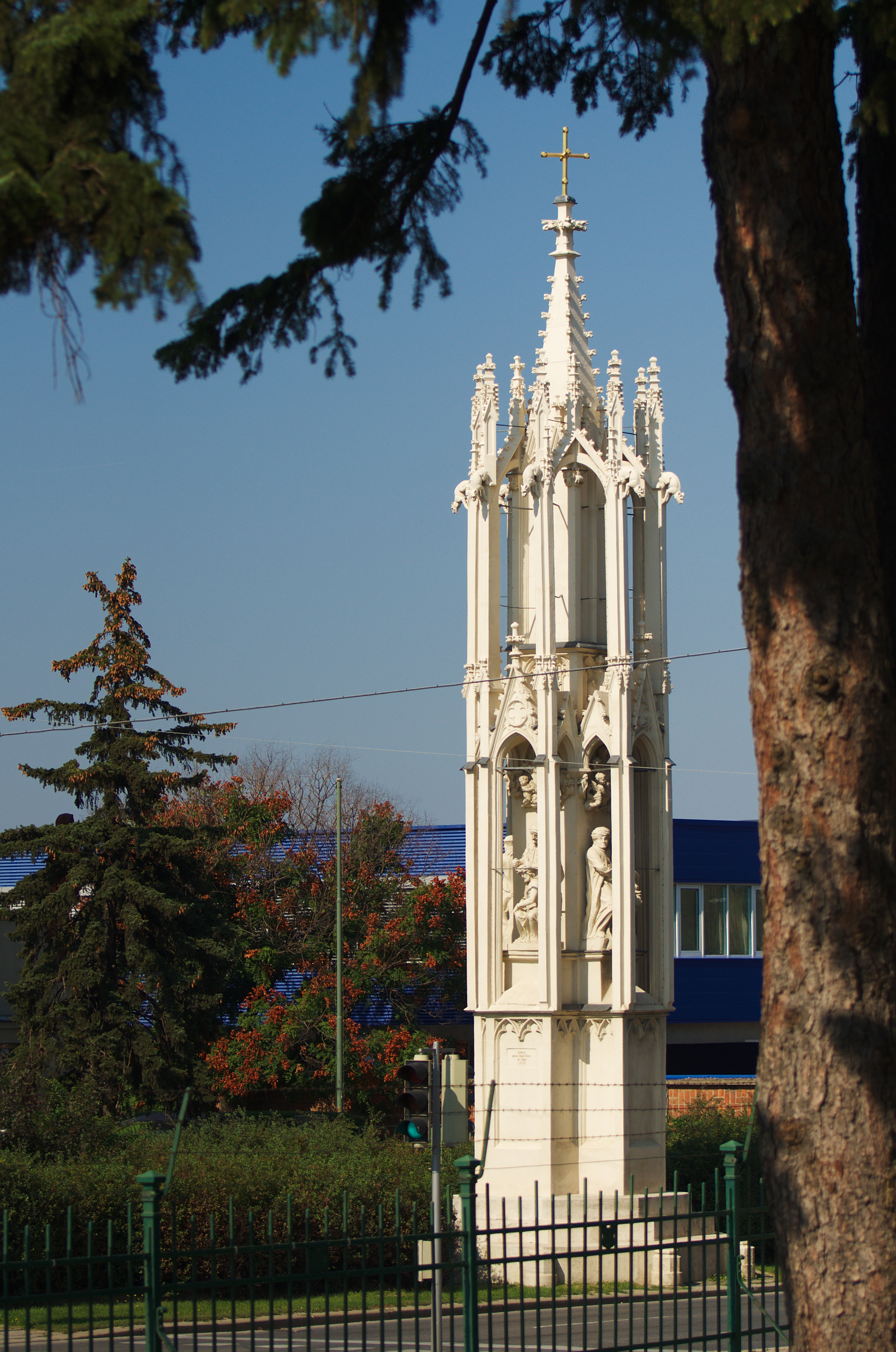
Spinnerin am Kreuz, 1598, vollständige Restaurierung und Umgestaltung durch Paul Kölbl

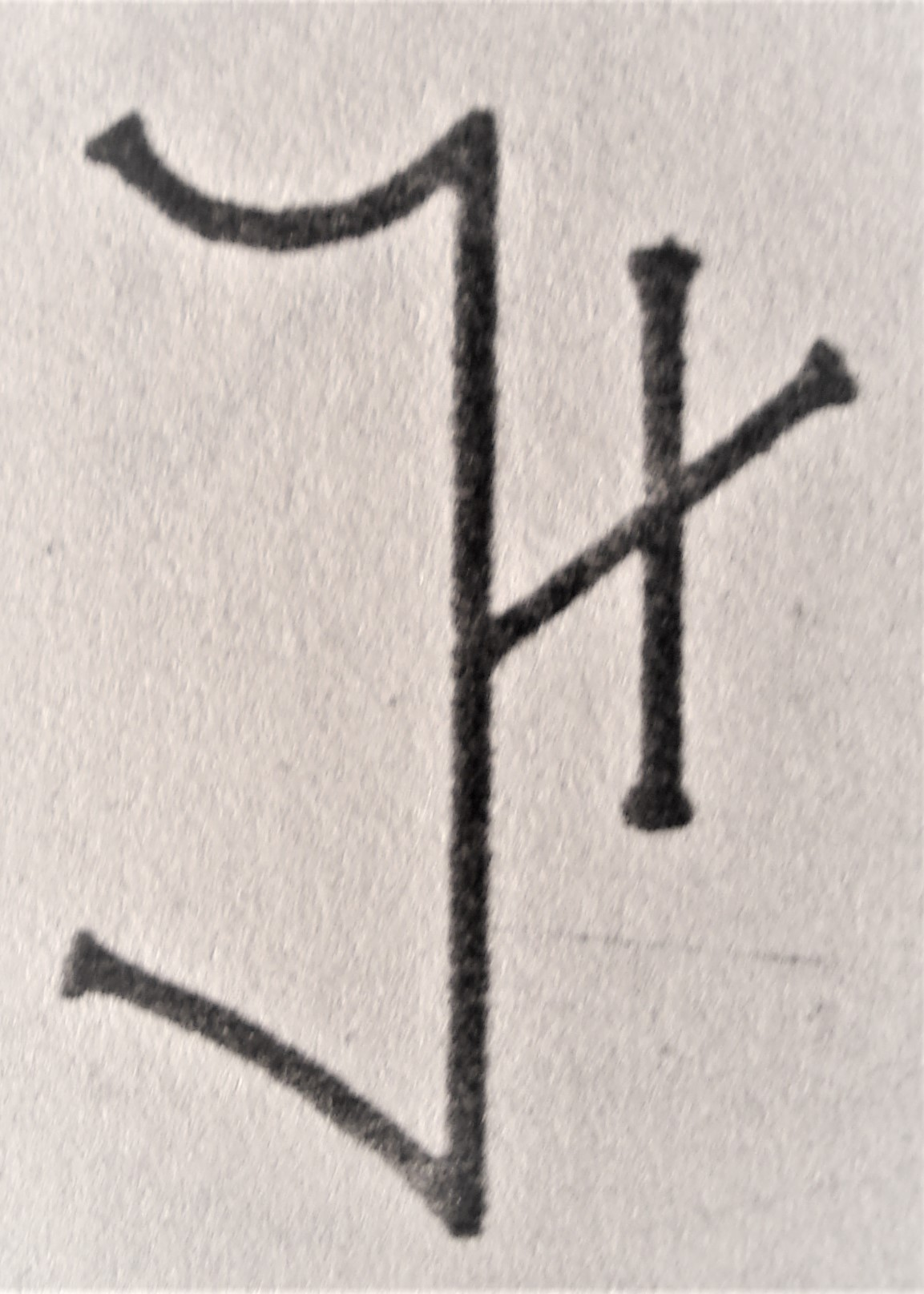
Zeichen Paul Kölbl

Paul Kölbl (auch Paul Khölbl; * 16. Jahrhundert; † nach 1606 in Wien) war ein österreichischer Hofsteinmetzmeister.

## Leben

### Familie
Paul Kölbls Vater Benedikt Kölbl war kaiserlich-königlicher Hofbaumeister unter Ferdinand I., und mindestens zweimal verheiratet. 
- Benedikt Kölbl#Familie

Er legte 1569 das Hofamt zurück und starb 1572. Die Schwester Anna heiratete 1546 den Steinmetz Leonhard Perger. Sein Bruder Christoph verheiratete sich 1577, in diesem Schreiben wurde 5 Jahre nach dessen Tod, der hohe Rang des Vaters besonders hervorgehoben.

## Werke

### Älterer Augustinergang
Im Wien Geschichte Wiki werden Paul Khölbl zugeordnet: Hofsteinmetzmeister des Römischen Kaisers Ferdinand I., Erbauer des Ältesten Augustinerganges.
In den Jahren 1550–1553 wurde ein mit Kupfer gedeckter gemauerter Gang von der Hofburgkapelle zum Augustinerkloster erbaut. Nach einem Brand 1568 vollständig aus Stein erneuert, und von Hieronymus del Pozzo
und Baptist Salb ausgemalt. Dieser Gang blieb nach mehrfachen Umgestaltungen bis in die Zeit von Joseph II. bestehen.

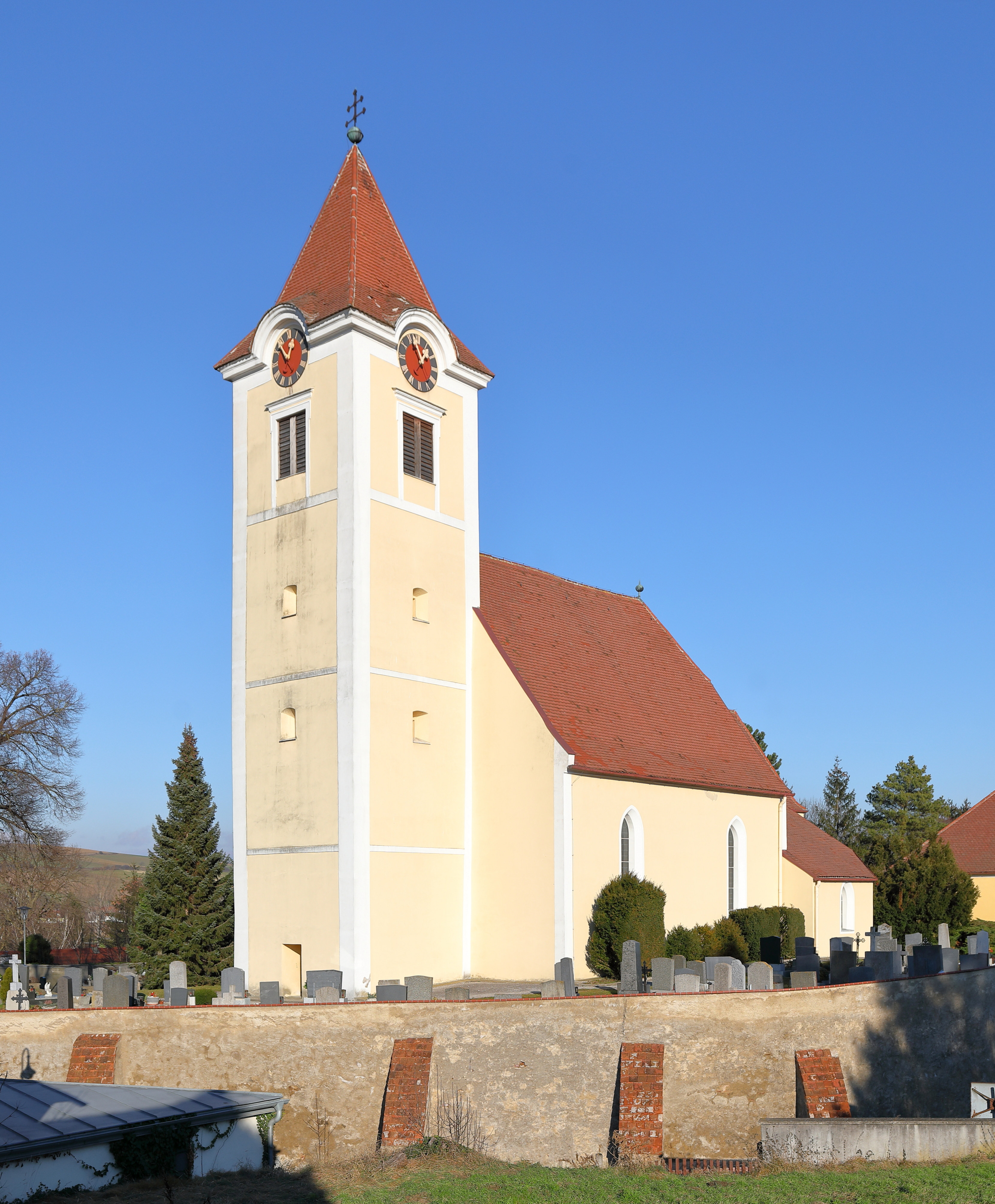
Pfarrkirche St. Martin Abstetten

### Bauverständiger in der Pfarrkirche hl. Martin in Abstetten
Beim Zubau einer Kapelle brach ein Gewölbe in sich zusammen. Zur selben Zeit wurde die Kirche durch ein Erdbeben von 1590 stark beschädigt. Bauverständige, Bürger und geschworene Werkmeister aus Wien, Steinmetzmeister Paul Kölbl, Maurermeister Märtl Lindtner und Zimmermann Augustin Engkh, sollten eine mögliche Schuldfrage klären.

### Martersäule am Wienerberg – Spinnerin am Kreuz
Spinnerin am Kreuz (Wien)#Geschichte
Im Jahre 1598 konnten die kaiserlichen, christlichen Heere die Festung Raab wieder rückerobern. Eine der Folgen war, dass der Stadtrat von Wien den Beschluss fasste, die Martersäule am Wienerberg zu renovieren. Die Restaurierung leitete der Bürger und Steinmetz Paul Khölbl, der die Säule von oben bis zu den Stufen hinab mit neuen Werkstücken ausstattete und dafür 44 Gulden Rheinisch erhielt.
- In einer Anmerkung wird Khölbl näher beschrieben: röm. kaisl. Hofsteinmetz, arbeitete auch einige Zeit als Werkmeister im Stephansdom (1547), Baumeister. Er baute den Gang von den Augustinern in die Hofburg.[10]